# Шаррон (Крёз)
Шарро́н (фр. Charron) — коммуна во Франции, находится в регионе Лимузен. Департамент коммуны — Крёз. Входит в состав кантона Озанс. Округ коммуны — Обюссон.
Код INSEE коммуны — 23054.

## Население
Население коммуны на 2010 год составляло 229 человек.
| 1962 | 1968 | 1975 | 1982 | 1990 | 1999 | 2010 |
| ---- | ---- | ---- | ---- | ---- | ---- | ---- |
| 514  | 469  | 405  | 349  | 281  | 226  | 229  |

## Экономика
В 2010 году среди 126 человек трудоспособного возраста (15—64 лет) 89 были экономически активными, 37 — неактивными (показатель активности — 70,6 %, в 1999 году было 69,3 %). Из 89 активных жителей работали 86 человек (46 мужчин и 40 женщин), безработных было 3 (1 мужчина и 2 женщины). Среди 37 неактивных 2 человека были учениками или студентами, 25 — пенсионерами, 10 были неактивными по другим причинам.